# Basilio Gorga
Basilio Gorga (Brocco, 14 giugno 1826 – Sutton, 5 gennaio 1881) è stato un religioso italiano.

## Biografia

### La nascita e i primi anni
Basilio Gorga, all'anagrafe Antonio Basilio Gorga, nacque il 14 giugno 1826 a Brocco, allora in provincia di Terra di Lavoro, oggi Broccostella, in provincia di Frosinone. Il padre Modesto, era un piccolo proprietario terriero, mentre la madre era Maria Giuseppa Bartolomucci. 
La famiglia Gorga era giunta a Brocco da Gavignano, in provincia di Roma, intorno al 1749, allorquando il bisnonno di Basilio, Magno Gorga, contrasse matrimonio con la brocchese Orazia Tomassi ed ebbe da lei un figlio, Pasquale Antonio Gorga .

### La formazione religiosa
Entrato giovinetto nel ritiro dei Padri Passionisti di Paliano, trascorse l'anno di prova del noviziato e l'11 giugno 1843 emise la professione religiosa assumendo  il nome di padre Raffaele del Cuore di Gesù.

### La missione in Inghilterra
Compiuti gli studi fu inviato a svolgere la sua missione in Inghilterra, dove il passionista Domenico Barberi di Viterbo (1792 – 1849) aveva iniziato la sua opera di evangelizzazione raccogliendo il frutto di numerose conversioni. Tra i convertiti vi fu anche John Henry Newman, che abiurò in sua presenza il  9 ottobre 1845.
A padre Domenico Barbieri succedette nella guida della missione padre Eugenio di Sant'Antonio della Marsica che ebbe padre Raffaele tra i suoi collaboratori e lo ammirò per il suo zelo pastorale.
Il giovane religioso apprese la lingua inglese e, per la sua particolare attitudine alla predicazione di missioni al popolo e di esercizi spirituali, s'impegnò soprattutto in quella attività che svolse con tanto profitto per il bene delle anime.
Per la sua scrupolosa diligenza nell'osservanza delle regole fu nominato più volte superiore di diversi ritiri li resse con paternità e saggezza dando sempre esempio di virtù sacerdotali e di opere di ministero.
Svolse la sua ultima attività a Sutton, nelle vicinanze di Londra, come vicerettore di quella comunità. 

### La morte
Da tempo afflitto da podagra, alla quale si era aggiunta una postema di natura maligna, morì a Sutton il 5 gennaio 1881 lasciando un grande rimpianto per le sue doti di mente e di cuore e per la sua intensa attività pastorale. 
In sua memoria fu posta una lapide nel cimitero di Sutton.